# Critical Mass

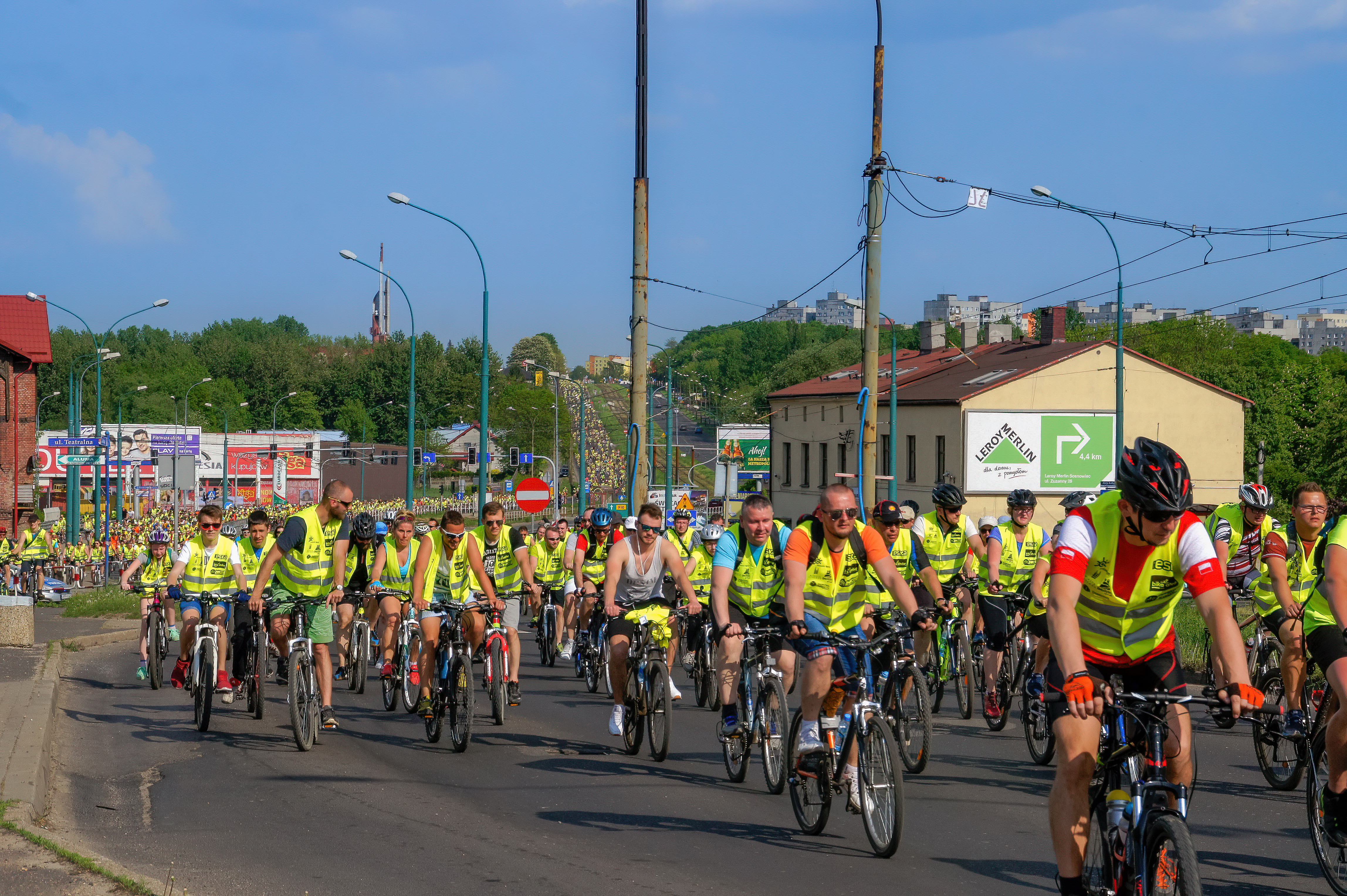
Zaglebie Critical Mass

Critical Mass (tiếng Anh của "Khối lượng tới hạn") là một sự kiện thường xảy ra hàng tháng vào thứ sáu cuối cùng tại nhiều thành phố khắp thế giới; khi nó diễn ra, hàng loạt người đi xe đạp ra đường. Thỉnh thoảng những người đi trên ván trượt, giày trượt, và các phương tiện đẩy mình đi cũng có mặt. Sự kiện Critical Mass không có người dẫn đầu chính thức; mọi người chọn trước nơi và lúc giờ để ra đường và chạy cùng nhau khắp thành phố. Kỳ Critical Mass đầu tiên diễn ra tại San Francisco, California (Hoa Kỳ) năm 1992.
Các kỳ Critical Mass được tổ chức giữa những người tham gia. Nó không thương mại và không đua tranh, và nó xảy ra do quyết định không chính thức và phân quyền, vì không có người nào thực sự dẫn đầu. Các sự kiện này thường cũng không chính thức, kệ việc xin giấy phép và sự chấp nhận của chính quyền thành phố. Những người tham gia thường chỉ chọn trước lúc họp và những nơi họp. Ở một số thành phố, họ có thể định trước đường đi, nơi đi tới, hay những nơi phải đi qua. Những người tham gia có mục đích khác nhau, như là để bày tỏ các lợi ích của đạp xe trong thành phố; để lôi cuốn sự chú ý đến những vấn đề phục vụ cho người đạp xe và an toàn của họ; để được thì giờ thoải mái không có xe cộ trên đường sá thành phố; để đối đầu với cảnh sát, người lái xe, và những gì tượng trưng cho hiện trạng xã hội; và rất nhiều mục đích khác, thường không được phát biểu.
Các kỳ Critical Mass đôi khi đường coi là hoạt động biểu tình. Chẳng hạn, bài trong tạp chí Mỹ The New Yorker năm 2006 miêu tả các hoạt động Critical Mass tại Thành phố New York là "cuộc đạp xe hàng tháng để biểu tình về chính trị", và cho rằng nó là một phong trào xã hội; ngoài ra, Urban75, một tạp chí điện tử (e-zine) Anh mà quảng cáo và xuất bản hình ảnh Critical Mass tại Luân Đôn, miêu tả sự kiện này là "cuộc biểu tình hàng tháng bởi những người đi xe đạp đang cải tạo đường sá Luân Đôn". Tuy nhiên, những người tham gia Critical Mass nhấn mạnh rằng nên coi các sự kiện này là "liên hoan", là cơ hội để tự ý "gặp gỡ vui vẻ", thay vì cuộc biểu tình tính ra trước. Lập trường này để Critical Mass lấy lý lẽ luật pháp rằng các sự kiện này được xảy ra, dù cảnh sát địa phương không được báo trước.
Các cuộc đạp Critical Mass khác nhau rất nhiều về tần số xuất hiện và số người có mặt. Thí dụ, tại nhiều thành phố nhỏ, những kỳ Critical Mass hàng tháng chỉ có 20 người trở xuống, trong khi Budapest (Hungary) tổ chức sự kiện lớn nhất mang tên Critical Mass chỉ mọi năm hai lần, vào ngày 22 tháng 9 (Ngày Không xe Quốc tế) và 22 tháng 4 (Ngày Trái Đất). Hàng ngàn người có mặt tại hai kỳ này. Ngày 22 tháng 4 năm 2007, cuộc đạp Budapest được ước lượng vào khoảng 50.000 người.